# Álbum dos vencidos
Álbum dos Vencidos da autoria de Alberto Pereira d'Almeida foi publicado em Lisboa, entre 1913 e 1914, baseado no cativeiro de alguns presos políticos portugueses, monárquicos e católicos, que se impuseram contra a Implantação de República Portuguesa. Esta publicação pertence à rede de Bibliotecas municipais de Lisboa.